# Percepcja muzyki
Percepcja muzyki to złożony proces poznawczy obejmujący analizę, syntezę, wyobrażenia, skojarzenia oraz emocjonalne i estetyczne przeżycia związane z odbiorem dzieł muzycznych.

## Analiza i synteza materiału muzycznego
Podczas słuchania muzyki mózg człowieka analizuje i syntetyzuje informacje: wychwytuje powtarzające się rytmy lub melodie (analiza) oraz łączy te elementy w całość (synteza).

## Skojarzenia i wyobrażenia
Muzyka wywołuje skojarzenia i obrazy, zależne od indywidualnych doświadczeń słuchacza.

## Badania percepcji muzyki
Problematyka percepcji muzyki była przedmiotem zainteresowania już w starożytności, a od końca XIX wieku stanowi jedną z głównych dziedzin psychologii muzyki. Badania obejmują m.in. percepcję wysokości dźwięku, głośności, barwy, melodii, harmonii, rytmu, agogiki, formy oraz stylu.
Percepcja muzyki zależy od rodzaju utworu, jego wykonania, a także od indywidualnych cech odbiorcy, takich jak słuch muzyczny, pamięć muzyczna, wyobraźnia muzyczna czy zdolność koncentracji. Na odbiór muzyki wpływają również czynniki kulturowe i historyczne.

## Rola słuchu muzycznego
Muzykę odbieramy przede wszystkim poprzez zmysł słuchu. Najłatwiej ludzie rozpoznają rytm, następnie wysokość dźwięku, harmonię, barwę i formę utworu.
Słuch muzyczny obejmuje umiejętność zapamiętywania, rozpoznawania i odtwarzania dźwięków oraz melodii. Można wyróżnić słuch absolutny – zdolność rozpoznawania wysokości dźwięków bez wzorca dźwiękowego – oraz słuch względny – zdolność określania interwałów w odniesieniu do dźwięku wzorcowego.

## Pamięć muzyczna
W psychologii muzyki istnieją dwie główne koncepcje pamięci muzycznej:
- Koncepcja Seashora (1939) – traktuje pamięć muzyczną jako zdolność zapamiętywania izolowanych dźwięków i interwałów[9].
- Koncepcja von Kriesa i Billrotha (1895) – definiuje pamięć muzyczną jako zdolność zapamiętywania struktur muzycznych w postaci melodii, zawierającej rytm i zróżnicowane dźwięki[10].

Pamięć odgrywa kluczową rolę zarówno w działalności muzycznej odtwórczej, jak i twórczej.

## Zaburzenia percepcji muzyki
Amuzja to zaburzenie percepcji muzyki, które dotyka od 1% do 5% populacji. Charakteryzuje się trudnościami w rozpoznawaniu i odtwarzaniu melodii oraz przetwarzaniu dźwięków.

## Komputerowa percepcja muzyki
Melodia, jako najłatwiej percypowany element muzyki, może być przedstawiana liczbowo i przetwarzana komputerowo. Dzięki temu możliwe jest skuteczne przetwarzanie informacji muzycznej przez systemy sztucznej inteligencji, które nie są ograniczone pamięcią człowieka.